# 日本熱帯医学会
日本熱帯医学会（にほんねったいいがくかい、英語: Japanese Society of Tropical Medicine）は、1959年に設立された熱帯医学、ウイルス学、感染症学等に関する研究、治療、教育、人材育成など幅広い活動を行っている医学系学会である。

## 主な活動
- 熱帯医学分野の学術的研究の推進
- 年に一度、学術大会を開催
- 学術誌「Tropical Medicine and Health」の発行
- 熱帯医学研究の進展を国内外に広く知らせる

## 沿革
- 1959年 - 熱帯医学研究会を発足
- 1960年 - 日本熱帯医学会に改称
- 2017年 - 一般社団法人化。日本医学会（日本医学会連合）の分科会となる

## 歴代総務幹事・理事長

### 総務幹事
- 1959年 - 1970年・曽田長宗
- 1971年 - 1972年・沢井芳男
- 1973年 - 1982年・片峰大助
- 1983年 - 1987年・内藤達郎
- 1988年 - 1993年・松本慶蔵

### 理事長
- 1994年 - 1996年・竹田美文
- 1997年 - 1999年・多田功
- 2000年 - 2002年・五十嵐章
- 2003年 - 2008年・竹内勤
- 2009年 - 2011年・狩野繁之
- 2012年 - 2014年・門司和彦
- 2015年 - 2016年・狩野繁之

### 一般社団法人 理事長
- 2017年 - 2020年・狩野繁之
- 2021年 - 2022年・金子修
- 2023年 - 山城哲

敬称略

## 学会誌
- 『Tropical Medicine and Health』[3]

## 入会・会費
- 評議員 10,000円
- 正会員 9,000円
- ポスドク会員 3,000円
- 在外会員 免除
- 学生会員 1,000円
- 団体会員 9,000円
- 年間購読料 9,000円